# Batalla de Sarmin
La batalla de Sarmin, també anomenada batalla de Tell Danith fou un enfrontament bèl·lic produït el 14 de setembre del 1115 entre l'exèrcit croat de Roger de Salern, regent d'Antioquia i l'exèrcit seljúcida de Bursuq ibn Bursuq, emir d'Hamadan. En aquesta ocasió els croats aconseguiren foragitar els seljúcides.

## Antecedents
El novembre del 1114, un gran terratrèmol copejà el Principat d'Antioquia que va fer malbé cases i fortaleses. La primavera següent, mentre supervisava les reparacions dels castells, Roger de Salern sentí rumors d'una invasió turca. Des del 1111, el soldà seljúcida de Bagdad havia enviat atacs a Antioquia i el Comtat d'Edessa, estats que havien establert els croats el 1098. El 1115, el soldà encomanà a l'emir Bursuq que ataqués Antioquia. Alguns prínceps musulmans de la regió de Síria, amoïnats perquè pogués disminuir la seva autoritat si l'exèrcit del soldà en sortia vencedor, s'aliaren contra ell amb els croats.
Roger envià espies a observar els moviment de l'enemic, aplegà provisions per l'exèrcit i posà tot el principat en estat d'alarma. El seu exèrcit, que constava de 2.000 homes, incloent cavalleria i infanteria, fou enviat a 20 km al nord-est d'Antioquia, en un indret anomenat Jisr al-Hadid, que era per on es travessava el riu Orontes. Llavors avançà cap a Atharib, a uns 60 km a l'est d'Antioquia i a uns 35 km a l'oest d'Alep. Allà Roger arribà a un acord amb els seus aliats musulmans que eren: Tughtikín de Damasc, Ilghazi I de Mardin i Lulu d'Alep.

## Campanya contra el soldà de Bagdad
Els aliats es desplaçaren 80 km al sud de la ciutat emmurallada Afamiya. Aquesta maniobra els situava de manera que podien protegir Alep, Damasc o Antioquia. Un cop començada l'expedició, Roger envià un missatger al rei Balduí I de Jerusalem demanant-li suport. Les tropes de Bursuq aparegueren inesperadament i assolaren Hama, una ciutat musulmana a 30 km al sud-est d'Afamiya i llavors acampà a Xaizar, que estava a 12 km al nord-oest de Hama.Balduí immediatament mobilitzà 500 cavallers i 1.000 soldats d'infanteria del Regne de Jerusalem i s'encaminà cap al nord. Pel camí se li afegí la tropa del comte Ponç de Trípoli. Llavors envià missatge a Roger per prohibir-li assaltar l'enemic abans que ell hi arribés.
L'exèrcit de Bursuq s'apropà al lloc on estaven acampades les tropes de Roger, i intentà provocar que entressin en atac abans d'hora. Encara que les provocacions eren dures de suportar i els soldats estaven ansiosos d'entrar en combat, Roger els prohibí que sortissin del campament sense permís i cavalcà pel mig amb l'espasa enlaire per donar més èmfasi a l'ordre.
Quan Bursuq sabé que el rei Balduí anava en suport de Roger, es retirà cap a l'est. Comptant els 5.000 soldats dels seus aliats musulmans, més la gent de Balduí, la força d'aquest bàndol aplegava 10.700 homes. Els aliats avançaren cap a Xaizar i calaren foc a la torre més baixa com a càstig per pactar amb els seljúcides. Quan Bursuq no tornà en defensa de la ciutat, els aliats entengueren que havia donat per acabada la campanya i tornaren a les seves respectives llars.

## Batalla
Tan aviat com l'exèrcit aliat es dispersava, Bursuq tornà i capturà la ciutat cristiana de Capharda, a prop d'Afamiya. Amoïnat, Roger tornà a cridar les tropes d'Antioquia per anar a contraatacar. També arribaren alguns soldats del Comtat d'Edessa. Mentrestant, Bursuq envià el seu exèrcit en direcció a Zerdana, a uns 60 km al sud-est d'Antioquia. Roger situà el seu exèrcit a 40 km al sud d'Antioquia, als peus del castell de Rugia, al costat del pont que travessa l'Orontes.
El 14 de setembre, a primera hora, Roger fou informat que els seus enemics s'havien aturat per abeurar els cavalls a Tell Danith, a prop de Sarmin. Ràpidament avançà i agafà l'exèrcit de Bursuq totalment per sorpresa. Mentre els croats efectuaven l'atac, alguns soldats seljúcides encara estaven acampats. Roger envià el seu exèrcit repartit entre els flancs i el centre: el comte Balduí d'Edessa comandava el flanc esquerre i Roger el centre. L'atac fou esglaonat, començant pel flanc esquerre. Els seljúcides recularen pel vessant d'un pujol que hi havia al darrere del seu campament. Només el flanc dret dels croats trobà una mica de dificultats.
En el flanc dret estaven els turcoples, que havien estat contractats com a arquers, es veieren forçats a separar-se pel contraatac seljúcida. Això destorbà la cavalleria que, no obstant, continuà lluitant i empenyent els enemics. Roger obtingué finalment una victòria sobre Bursuq, el qual donà per acabada la temporada de guerra.

## Conseqüències
Es desconeixen les baixes del bàndol seljúcida, pel que fa als croats sembla que van ser poques. A la primavera següent, Bursuq començà a reclutar un exèrcit que pogués comparar-se en nombre o superar el que s'havia trobat per part de les forces combinades de Roger i els seus aliats siris. Roger, però no tornaria a comptar amb el suport dels aliats musulmans. Bursuq no pogué aplegar l'exèrcit que desitjava perquè alguns dels emirs estaven en disgustats amb la manera com s'havia repartit el botí i decidiren no col·laborar amb ell.
La victòria de Roger ajudà a mantenir el poder dels estats croats sobre Antioquia, però quatre anys després s'hauria d'enfrontar a una terrible batalla, coneguda amb el nom d'Ager Sanguinis.